# Neil Etheridge
Neil Leonard Dula Etheridge, född 7 februari 1990 i Enfield, London, är en filippinsk fotbollsmålvakt som spelar för Buriram United. Med en engelsk far och en filippinsk mor så representerade han England på ungdomsnivå men spelar sedan 2008 för Filippinernas landslag.

## Klubbkarriär
Neil Etheridge började spela fotboll i Chelsea, där han bland annat var lagkamrat med dom blivande filippinska landslagsspelarna James och Phil Younghusband. Han startade som anfallare men blev målvakt efter ett förslag av hans tränare.
2006 gick Etheridge till Fulham där han skrev han på sitt första proffskontrakt. I Fulham lånades han ut till Leatherhead under säsongen 2008/2009. 11 september 2010 blev Etheridge för första gången uttagen i Fulhams matchtrupp, som reserv till Mark Schwarzer i en match mot Wolverhampton Wanderers. I mars 2011 blev han utlånad till Charlton Athletic men blev återkallad bara sex dagar senare.
Neil Etheridge gjorde sin debut för Fulham mot Odense i Europa League 14 december 2011. I september 2012 lånades Etheridge återigen ut, nu till Bristol Rovers. Han blev även utlånad till Crewe Alexandra, innan Fulham släppte honom på free transfer efter säsongen 2013/14.
30 oktober 2014 skrev Etheridge på ett 2-månaders kontrakt med Oldham Athletic. Efter bara en månad blev han utlånad till Charlton Athletic. Han gjorde sin debut 26 december 2014 i en 1-1-match mot Cardiff City. Drygt en vecka senare värvades han permanent till Charlton när han skrev på ett 6-månaders kontrakt.
Neil Etheridge fick inte sitt kontrakt förlängt och skrev då på för Walsall i juli 2015. Den 30 maj 2017 värvades Etheridge av Cardiff City. Den 11 september 2020 värvades Etheridge av Birmingham City, där han skrev på ett fyraårskontrakt.
Den 30 juni 2024 värvades Etheridge av thailändska Buriram United.

## Landslagskarriär
Etheridge spelade en match för Englands U16-landslag. Efter påtryckningar från Filippinernas fotbollsförbund accepterade han till slut en inbjudning till Filippinernas landslag och gjorde debut i kvalet till AFC Challenge Cup 2008. Han höll nollan hela kvalet men Filippinerna gick trots det inte vidare till turneringen, efter att Tadzjikistan haft bättre målskillnad.
I AFC Challenge Cup 2012 lyckades Filippinerna vinna bronset, efter att ha besegrat Palestina i bronsmatchen. Etheridge spelade dock inte, då han blev utvisad i semifinalen mot Turkmenistan.